# Eudem (metge i conspirador)
Eudem (en llatí Eudemus, en grec antic Εὔδημος) era un metge que va exercir a Roma, amant de Livil·la, la dona de Drus Cèsar (fill de l'emperador Tiberi). Junt amb Livil·la i Sejà van preparar un complot per enverinar a Drus, l'any 23 aC, diu Tàcit, cosa que es va descobrir més tard, i va ser sotmès a tortura.
Se suposa que era la mateixa persona de la que Celi Aurelià diu que era seguidor de Temisó de Laodicea, i va fer algunes observacions mèdiques interessants sobre la seva hidrofòbia i altres malalties, encara que no és clar si parla del mateix metge. Galè també menciona un Eudem metge pertanyent a l'escola metòdica, que probablement és aquest mateix.